# Philippe Lagayette
Philippe Lagayette, né le 16 juin 1943 à Tulle (Corrèze), est un administrateur français d'entreprises cotées au CAC 40.

## Formation
- Inspecteur général des finances
- Ancien élève de l'École polytechnique (X1963), reçu 3e ex æquo au concours d'entrée (major Serge Haroche)[1], sorti 184e (major Jacques Attali)[2]
- Ancien élève de l'École nationale d'administration, major de la promotion Robespierre (janvier 1968 - mai 1970)[3]

## Carrière
Directeur du cabinet de Jacques Delors (ministre de l’Économie et des Finances) de 1981 à 1984, il devient en 1984, deuxième sous-gouverneur de la Banque de France, puis premier sous-gouverneur en 1990, poste qu'il occupe jusqu'en 1992 et est nommé directeur général de la Caisse des dépôts et consignations, de 1992 à 1997.  
Vice-président de JPMorgan Europe Moyen-Orient Afrique, il est président du conseil d'administration de l'Institut des hautes études scientifiques et un des quinze dirigeants d'entreprise interviewés en 1998 dans le livre Les Grands Patrons, de Christine Ockrent et Jean-Pierre Séréni. D'après Jean-Michel Quatrepoint, il s'agirait d'un exemple de capitalisme de connivence, des hauts fonctionnaires français étant recrutés par les milieux d'affaires américains « pour ouvrir les portes et pour faciliter les fusions et les rachats d’entreprises françaises que lanceront les banques ». 
En 1999, il est nommé président du conseil d'orientation de l'Agence de modernisation des universités et des établissements d'enseignement supérieur et devient membre du Cercle des économistes. 
- Mandats en janvier 2010 : Fimalac, PPR, Renault. Président du conseil d'administration de la French-American Foundation - France et de la Fondation de France d'octobre 2010 à mai 2017, il est également vice-président et senior advisor de la banque Barclays.

Le 21 novembre 2018, il est chargé à titre provisoire de diriger le Conseil d'Administration de  Renault tandis que  Thierry Bolloré, nommé directeur général délégué, afin d'assurer l'intérim de Carlos Ghosn.

## Distinctions
- Commandeur de la Légion d'honneur le 13 juillet 2010 (officier du 13 janvier 1999)[11]
- Grand officier de l'ordre national du Mérite le 2 mai 2017 (commandeur du 9 mai 2005)[12]